# Pipes of Peace (canción)
«Pipes of Peace» es una canción compuesta por el músico británico Paul McCartney y publicada en el álbum de estudio de 1983 Pipes of Peace. La canción fue publicada como sencillo promocional del álbum el 5 de diciembre de 1983 y alcanzó el primer puesto en varias listas de éxitos, incluyendo la británica UK Singles Chart, durante dos semanas.

## Publicación
«Pipes of Peace» se convirtió en el primer sencillo de McCartney en solitario en alcanzar la primera posición en la lista de éxitos de Gran Bretaña. Hasta la fecha, McCartney había conseguido 17 números uno como miembro de The Beatles, uno con el grupo Wings («Mull of Kintyre») y otro como dúo con Stevie Wonder con la canción «Ebony and Ivory». 
A diferencia de la versión británica, en Estados Unidos «Pipes of Peace» fue publicado como cara B del sencillo «So Bad», que alcanzó el puesto 23 en la lista Billboard Hot 100 y el tercer puesto en la lista Adult Contemporary Chart.
La publicación como sencillo de «Pipes of Peace» fue acompañada de un videoclip. Grabado en Chobham Common, Surrey, el videoclip de «Pipes of Peace» imita la tregua de Navidad entre las tropas británica y alemana durante la Primera Guerra Mundial, y tiene como protagonistas a dos soldados, uno británico y otro alemán, ambos interpretados por McCartney, que se encuentran en tierra de nadie e intercambian fotos de sus familiares mientras otros soldados de ambos frentes fraternizan y juegan al fútbol. Cuando cae un obús en el terreno, los dos soldados vuelven a sus trincheras antes de darse cuenta de que tienen las fotos de los familiares del enemigo. El videoclip, que incluye un sentimiento antibélico acorde con la letra de la canción, fue producido por Hugh Symonds e incluyó a más de 100 extras.
«Pipes of Peace» fue publicada en el álbum recopilatorio de 1987 All the Best!.

## Inspiración
No está confirmado por Paul, pero el tema pudo haberse inspirado en un evento llamado Tregua de Navidad, ocasión en la que soldados alemanes y británicos establecieron un cese del fuego y condujeron ceremonias de entierro con soldados de ambos lados del conflicto llorando las pérdidas juntas y ofreciéndose su mutuo respeto. 

## Versiones
El músico argentino Sergio Denis grabó una versión en español titulada «Pipas de la paz» en su álbum de 1984 La Humanidad. 